# Animal Diversity Web
Animal Diversity Web (angleško: splet živalske raznolikosti, kratica ADW) je spletna podatkovna zbirka in izobraževalno spletišče za področje zoologije, ki ga gradi Univerza Michigana. Glavnino vsebine predstavljajo opisne strani vrst živali, ki nastajajo kot študijska zadolžitev študentov pod mentorstvom predavateljev te univerze, s čimer študenti vadijo strokovno pisanje.
Zbirko je zagnal takratni profesor biologije Philip Myers leta 1995, v zgodnjih letih svetovnega spleta, ko še ni bilo prostodostopnih virov podatkov o živalih. Do začetka leta 2013 so s študenti Univerze Michigana in drugih pridruženih univerz ustvarili 4000 enciklopedičnih opisov živalskih vrst. Vsebina je poobjavljena tudi v zbirki Encyclopedia of Life.